# Lena Anderssen
Lena Anderssen (n. 26 de septiembre de 1974, Tórshavn) es una cantante y compositora feroesa-canadiense con cuatro álbumes en su haber. Su último álbum, "Letters From The Faroes" (Cartas desde las Feroe) fue elegido como álbum del año en las Islas Feroe, donde Lena vive actualmente. Aunque la letra de sus canciones están escritas en inglés, también es fluida en feroés y danés. Lena es conocida por sus actuaciones en vivo íntimas e intensas, así como tener varias de sus canciones de protagonistas en series de televisión como Scrubs, Felicity, Alias, Nikita y Miami Social.

## Biografía

### Carrera temprana
Anderssen nació en las Islas Feroe, hija de padre noruego-canadiense y madre feroesa, pero se mudó a Canadá cuando tenía 2 años de edad. Su familia se mudó varias veces en los años siguientes a Victoria y Vancouver, en Columbia Británica, Thunder Bay en Ontario y Montreal, Quebec. Como una joven adolescente, se trasladó de nuevo a la tierra de su nacimiento. El baterista noruego Remi Fagereng estaba visitando una tienda de café en la capital de las Islas Feroe, Tórshavn, donde trabajó Anderssen, cuando él la escuchó cantándose a sí misma y se dio cuenta de su talento. Semanas más tarde, se unió a su banda de covers, Next Step.

### Primer álbum
Después de interpretar uno de los personajes principales en la exitosa obra musical feroesa Skeyk, Anderssen comenzó a colaborar con su compositor musical, Niclas Johannesen. Juntos, escribieron las canciones que componen su álbum debut Long Distance, que fue producido por Johannesen y puesto en libertad en las Islas Feroe solamente.
Al comienzo del nuevo milenio, Anderssen y Johannesen se asociaron con el danés ganador del Premio Grammy y productor, Oli Poulsen, para producir tres canciones. Una canción, "I Still Love You" se convirtió en un éxito cuando fue lanzado como un solo de radio en las Islas Feroe.

### Escritura de las canciones
Durante sus primeros tres años de trabajo en colaboración, el equipo de compositores de Anderssen y Johannesen escribió más de 100 canciones, entre ellas "Waiting In The Moonlight", que se convirtió en un gran avance para llegar a las Islas Feroe, imponiéndose ante el vocalista feroés Brandur Enni en 2002. Ese mismo año escribió 10 canciones para la Radio Nacional de las Islas Feroe para su uso en una reproducción de radio de Navidad titulada "Stjørnan í Hvarv". Las canciones se incluyeron más tarde en un álbum del programa, que fue lanzado durante la temporada de Navidad de 2003.

### Can't Erase It
Anderssen trabajó con Johannesen y Poulsen de nuevo para su próximo álbum, Can't Erase It, que fue lanzado en Dinamarca bajo el sello danés independiente, ArtPeople. El álbum ha sido elegido como álbum de la semana sobre el Programa de Danmarks Radio 4 (P4), así como en la estación de radio comercial Sky. Anderssen promovió el álbum mientras estaba de gira con la cantautora estadounidense, Beth Hart. En particular, la pista del título se ofrece como una descarga gratuita en MP3 de un sitio web de música patrocinado por Coca-Cola y la revista Paste. Fue una de las diez canciones en la categoría "European Beats" de un programa de podcast de joint-venture llamado "For the Love of Music".

### Let Your Scars Dance
En 2006, Anderssen comenzó a trabajar en su tercer álbum, Let Your Scars Dance. Viajó a los famosos estudios de Abbey Road en Londres, Inglaterra, para grabar una presentación en vivo de la canción "Stones in My Pocket" y dar los toques finales a varias otras pistas. El álbum fue lanzado en las Islas Feroe el 30 de abril de 2007 y en Dinamarca el 27 de octubre de 2008. Let Your Scars Dance fue elegido como Álbum del Año en los Premios Planeta en diciembre de 2007. En febrero de 2008, los lectores de Dimmalætting, el periódico más antiguo y más aclamado de las Islas Feroe, votó Let Your Scars Dance como Álbum del Año.

### Letters From The Faroes
En noviembre de 2011, Lena lanzó su aclamado álbum "Letters From The Faroes", que fue elegido Álbum del Año en los Premios Planeta anuales en diciembre de 2011. El álbum saldrá a la venta en Dinamarca en octubre de 2012 a través del sello danés Artpeople y también se dará a conocer en Polonia por MJM Music.

## Discografía
- Long Distance (1998)
- Can't Erase It (2005)
- Let Your Scars Dance (2008)
- Letters From The Faroes (2011)[2]